# Brisa

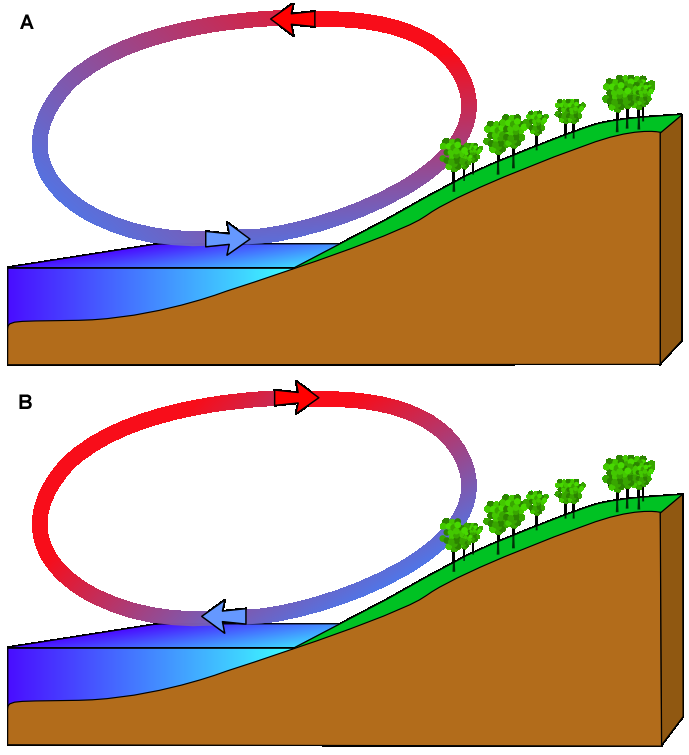
Las brisas marinas:
A) Brisa marina diurna.
B) Brisa terrestre nocturna.

La brisa es un tipo de viento ligero local motivado por los movimientos de masas de aire debido al heterogéneo calentamiento del relieve por el Sol. Esto da lugar a que se produzcan movimientos verticales de las masas de aire que provocan vacíos y desequilibrios de presión. Con el fin de restablecer estas inestabilidades, nuevas masas de aire se desplazan para llenar estos vacíos de baja presión.
La causa de este viento consecuente es de naturaleza térmica y se basa en el calentamiento o enfriamiento de dos a tres veces más rápido del aire sobre una superficie terrestre en comparación con el aire sobre una superficie acuática. La primera explicación teórica del fenómeno la realizó James Pollard Espy (1785-1860).
A menos que una dirección del viento predominante con vientos muy fuertes debido a la situación meteorológica general impida la formación del sistema de vientos tierra-mar, se puede observar un cambio regular de la dirección del viento en las costas marinas y en los grandes lagos interiores. Las masas de aire sobre el agua permanecen más cerca de la valor medio diario que las masas de aire sobre una superficie terrestre durante el cambio del día a la noche.

## Tipos de brisa
- Brisas marinas: Se localizan en las costas y se producen por el efecto de las diferencias de calentamiento y enfriamiento que experimenta la Tierra y las masas de agua.[2] Durante el día la mayor temperatura de la tierra da lugar a ascendencias del aire calentado que son rápidamente compensadas por la llegada de aire frío procedente del mar o grandes lagos. Al anochecer hay un periodo de calma cuando las temperaturas se igualan. Durante la noche el mecanismo se invierte al estar el agua más caliente aunque la velocidad del viento suele ser menor debido a que las diferencias no son tan acusadas.  Los monzones del suroeste de Asia no son más que una brisa marina y terrestre a gran escala según la estación del año.[cita requerida] Las brisas marinas desviadas por el efecto Coriolis tienden a adquirir una dirección prácticamente paralela a la costa con vientos suaves y continuos de entre 2 y 7 m/s.[cita requerida]

- Brisas de valle y de montaña: Similares a las anteriores se producen por la diferencia de insolación y las diferencias de calentamiento del aire en las zonas de cumbres, cabeceras de los valles y fondos de los mismos. Esto da lugar a que durante el día se produzca una fuerte ascendencia sobre las laderas expuestas al sol, así como subsidencias en la parte central del valle. A última hora del día ocurre lo contrario, es decir, desde las laderas, que ya no son calentadas por el sol, el aire desciende por enfriamiento hacia el fondo del valle levantando el aire aún cálido que se mantiene en estos.

## Causa
El mar tiene una mayor capacidad calorífica que la tierra, por lo que la superficie del mar se calienta más lentamente que la superficie de la tierra. A medida que aumenta la temperatura de la superficie de la tierra, la tierra calienta el aire por encima de ella por convección. El aire cálido se expande y se vuelve menos denso, disminuyendo la presión sobre la tierra cerca de la costa. El aire sobre el mar tiene una presión relativamente más alta, lo que hace que el aire cerca de la costa fluya hacia la presión más baja sobre la tierra. Durante el día, a medida que la temperatura de la superficie terrestre aumenta, esta calienta el aire por convección. La ecuación hipsométrica establece que la presión hidrostática depende de la temperatura. Por lo tanto, la presión hidrostática sobre la tierra disminuye menos a mayor altitud. Como el aire sobre la costa tiene una presión relativamente mayor, comienza a moverse hacia el mar a gran altitud. Esto crea un flujo de aire inverso cerca del suelo. La fuerza de la brisa marina es directamente proporcional a la diferencia de temperatura entre la tierra y el mar. Si hay un viento fuerte proveniente de alta mar (es decir, un viento de más de 8 nudos [15 km/h]) y en dirección opuesta a una posible brisa marina, es improbable que esta se desarrolle.

## Efectos

Sección transversal esquemática a través de un frente de brisa marina. Si el aire del interior es húmedo, los cúmulos suelen marcar el frente.

Un frente de brisa marina es un frente meteorológico creado por una brisa marina, también conocido como zona de convergencia. El aire frío del mar se encuentra con el aire más cálido de la tierra y crea un límite como un frente frío poco profundo. Cuando es poderoso, este frente crea cúmulos, y si el aire es húmedo e inestable, el frente a veces puede desencadenar tormentas eléctricas. Si el flujo en lo alto está alineado con la dirección de la brisa del mar, los lugares que experimenten el paso frontal de la brisa del mar tendrán un clima benigno o agradable durante el resto del día. En la parte delantera, el aire caliente continúa fluyendo hacia arriba y el aire frío entra continuamente para reemplazarlo, por lo que la parte delantera se mueve progresivamente hacia el interior. Su velocidad depende de si es asistida o obstaculizada por el viento predominante y de la fuerza del contraste térmico entre tierra y mar. Por la noche, la brisa marina suele cambiar a brisa terrestre, debido a una inversión de los mismos mecanismos.

### Brisas marinas en Florida (EE.UU.)

La convergencia de la brisa marina en Cuba es muy similar a la de Florida. La brisa del mar del norte se encuentra con la brisa del mar del sur, creando una línea de convergencia marcada en el campo de cúmulos.

Las tormentas eléctricas causadas por poderosos frentes de brisa marina ocurren con frecuencia en Florida, una península rodeada al este y al oeste por el Océano Atlántico y el Golfo de México, respectivamente. Durante la temporada de lluvias, que suele durar de junio a septiembre / octubre, cualquier dirección en la que soplen los vientos siempre estará fuera del agua, lo que convierte a Florida en el lugar más golpeado por rayos en los Estados Unidos, y uno de los de la mayoría en la Tierra. Estas tormentas también pueden producir granizo significativo debido a la tremenda corriente ascendente que causa en la atmósfera, especialmente durante los momentos en que la atmósfera superior es más fría, como durante la primavera o el otoño.
En las tranquilas tardes de verano con poco viento predominante, las brisas marinas de ambas costas pueden chocar en el medio, creando tormentas especialmente severas en el centro del estado. Estas tormentas eléctricas pueden derivar hacia la costa oeste o este dependiendo de la fuerza relativa de las brisas marinas y, a veces, sobreviven para moverse sobre el agua por la noche, creando grandes espectáculos de rayos de nube a nube durante horas después de la puesta del sol. Debido a su gran tamaño, el lago Okeechobee también puede contribuir a esta actividad creando su propia brisa lacustre que choca con las brisas marinas de la costa este y oeste.
En Cuba, las colisiones de brisas marinas similares con las costas norte y sur a veces provocan tormentas.

### Brisas marinas en el sureste de Australia

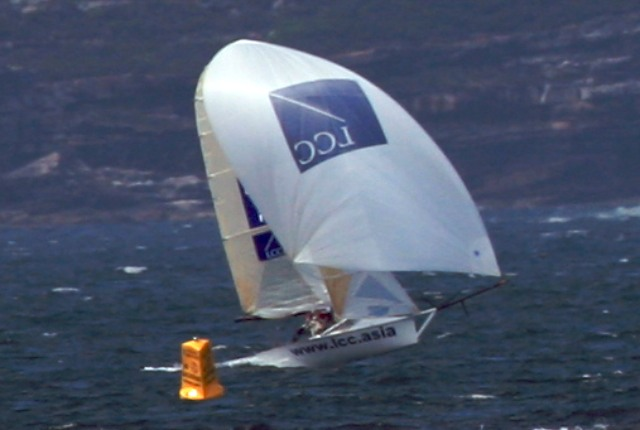
Un esquife navegando durante una brisa marina vespertina en el puerto de Sídney.

En los estados de Nueva Gales del Sur y Victoria (Australia|Victoria]], en el sureste de Australia, una intensa brisa marina llamada southerly buster, brisa del sur provoca un cambio brusco y racheado del viento del sur, con ráfagas superiores a los 40 nudos (74 km/h), en ciudades costeras como Sídney, en Nueva Gales del Sur, hacia el sur hasta Mallacoota, Victoria y Melbourne. A medida que se aproxima desde el sureste, principalmente en días calurosos, trae consigo un clima frío, generalmente severo, y una caída drástica de la temperatura, que finalmente reemplaza y alivia las condiciones de calor previas. Marcando el límite entre las masas de aire caliente y frío, la brisa del sur a veces se representa por una nube en rollo perpendicular a la costa.
La brisa del sur se produce por la interacción de un frente frío poco profundo con la cordillera que la bloquea (Gran Cordillera Divisoria) que alinea la costa, a medida que el aire frío queda atrapado contra las cordilleras. Las montañas crean un efecto de canalización a medida que los vientos huracanados del sur se mueven a través de la costa de Nueva Gales del Sur y los contrastes de fricción sobre el continente y el océano desconectan el flujo. Los cambios de temperatura pueden ser dramáticos, con caídas de 10 a 15 °C (18 a 27 °F) que a menudo ocurren en unos pocos minutos.

## Terral
Se denomina terral a un tipo de viento que se forma cuando la radiación solar desaparece y la superficie del mar conserva más tiempo el calor captado durante el día que la tierra, la cual se enfría con más rapidez. Se produce un gradiente térmico y de presión inverso al caso diurno: el aire más caliente del mar se eleva y su lugar pasa a ser ocupado por el aire más frío proveniente de la tierra. Se origina así la brisa terrestre o terral.
En Málaga capital, el terral es un viento catabático que trae consigo un aumento de las temperaturas y una disminución de la humedad que, a su vez, incrementan el riesgo de incendios en verano.

### Tipos
El terral es como se denomina en el sur de la península ibérica, sobre todo en la provincia de Málaga, a este viento terrestre, que es de componente Norte.[cita requerida] Se debe distinguir entre:
- El terrá cálido de verano, muy seco y cálido. Al descender por las laderas de los montes que rodean la vega, el aire se calienta por compresión adiabática. Este viento provoca un descenso en la temperatura de las masas de agua al aumentar la tasa de evaporación y al desplazar la superficie del agua mar adentro, lo que determina el ascenso de aguas frías más profundas. A su vez, hay que distinguir dos tipos de terral cálido:

- uno que viene del Atlántico y penetra por Galicia, atravesando toda la península ibérica;
- otro, conocido por los malagueños, que viene del oeste y al llegar a la costa portuguesa gira para en una escorrentía entrar por el norte malacitano, siendo ahí donde la calidez aumenta, para así avanzar hacia la vega malagueña, convirtiéndose entonces en un viento del norte. Como curiosidad podemos destacar que este fenómeno en Málaga es bastante local y abarca una franja costera determinada, de tal manera que cuando hay terral en Málaga capital, dicho viento no siempre alcanza Rincón de la Victoria, a unos 15 km al este.

En Málaga se dice que «el poniente se aterrala» cuando los vientos de componente oeste giran a noroeste o norte-noroeste con lo cual se produce el fenómeno del terral en Málaga, debido al efecto Föhn.
- El terrá frío de invierno, bastante más frecuente, con una máxima del 38% en enero y una mínima del 4% en julio. Se presenta también en otoño y primavera, con máxima frecuencia de un 11% en diciembre. Es un viento seco, fuertemente racheado, que deja el cielo despejado aportando una visibilidad extraordinaria. También pueden distinguirse dos tipos:

- uno catabático o de drenaje, surgido de la gravitación de aire frío que desciende por las laderas de los montes hacia la costa. Aparece en ausencia de los vientos de circulación general; es decir, que presenta poca relación con el gradiente isobárico.

- Otro es el de los vientos continentales que atraviesan Europa y hacen su entrada por los Pirineos. Cuando traen restos de humedad se producen turbulencias a sotavento de los montes y, a barlovento, nubosidad de estancamiento.

En navegación a vela se utiliza el término anglosajón On-Shore para indicar que la dirección del viento discurre desde el mar hacia tierra  de una forma casi perpendicular a la línea de costa. En algunas zonas del sur de España se le denomina también terreño o terral.

## Utilización
Los parques eólicos suelen estar situados cerca de la costa para aprovechar las fluctuaciones diarias normales de la velocidad del viento resultantes de las brisas marinas o terrestres.  Aunque muchos parques eólicos costeros y parques eólicos marinos no dependen de estos vientos, un parque eólico costero es un tipo de parque eólico marino situado en aguas costeras poco profundas para aprovechar tanto la brisa marina como la terrestre. Por razones prácticas, otros parques eólicos marinos se sitúan más mar adentro y dependen de los vientos dominantes en lugar de las brisas marinas.

## Aspectos relacionados con los deportes acuáticos
Las diferentes direcciones del viento, a veces cambiantes, son muy atractivas para varias formas de deportes acuáticos, pero también pueden plantear peligros si el regreso a tierra es difícil.
Para navegar, un viento constante en términos de fuerza y dirección suele ser más popular que vientos con cambios frecuentes. La situación geográfica de algunos tramos costeros los hace predestinados para ello. Los vientos constantes, que pueden ocurrir no sólo con “buen tiempo”, facilitan la planificación de un desplazamiento y navegar contra el viento. Los sistemas de vientos locales que cambian con las horas añaden un atractivo adicional, pero a menudo pueden dificultar considerablemente el regreso por la tarde cuando el viento está en alta mar. Por eso, a algunos navegantes les gusta pasar la noche en islas cercanas a la costa y emprender el viaje de regreso a la mañana siguiente, normalmente en circunstancias más fáciles.
Para los amantes del windsurf y, sobre todo, del surf, pero también del kitesurf, las características de un tramo de costa (spot spot) son especialmente importantes e interesantes. Para la dirección del viento respecto a la línea de playa, diferencian entre tierra, mar y costa. Muchas zonas de windsurf son especialmente populares debido a las condiciones de viento estables de un tipo u otro, por ejemplo, partes de Escandinavia o la orilla occidental del lago Neusiedl y la orilla norte del lago de Garda para los vientos marinos (más sideshore con vientos del sur), o la Camarga, y gran parte del Mar Báltico para condiciones terrestres. Precisamente por eso Kiel se convirtió en la “capital” del windsurf.